# Ізвольський Петро Петрович
Петро Петрович Ізвольський (народився 14 лютого 1863 в Єкатеринославі, помер 9 грудня 1928 в Ле-Везіне) — російський політик, оберпрокурор Священноуправляющого Синоду в 1906-1909 рр., член Державної Ради в 1912-1916 рр., Тодішній священнослужитель, православний.
У 1886 році закінчив історико-філологічний факультет Петербурзького університету (за іншими даними — Москва), отримавши звання кандидат наук. Того ж року він одружився з принцесою Марією Голіциною. Потім працював у міністерствах закордонних справ, а потім і внутрішніх справ. У 1906—1909 роках він був прокурором Правлячого Синоду. Потім, з 1912 по 1916 рік, він засідав у Державній раді.
У 1920 р. емігрував до Константинополя, потім до Парижа. Він належав до парафії св. Олександра Невського в Парижі, а в 1922 р. був висвячений на священика. Служив у церкві св. Миколая в Брюсселі, а в 1923 році він став деканом новоствореного деканату, до складу якого входили парафія Західноєвропейського екзархату Російської православної церкви в Гаага, Шарлеруа, Намюр та Льєж. Він отримав гідність протопресвітера.
Помер від раку в 1928 р..

## Нагороди
- Орден Святого Станіслава 3-го ступеня (1889);
- Орден Святої Анни 3-го ступеня (1898);
- Орден Святого Станіслава 2-го ступеня (1901);
- Орден Святої Анни 1-го ступеня (1907);
- Орден Святого Володимира 2-го ступеня (1914);
- Орден Білого Орла (1917).